# Liddy Holloway
Elizabeth Brenda „Liddy“ Holloway (* 27. März 1945 in Wellington; † 29. Dezember 2004 in Auckland) war eine neuseeländische Schauspielerin und Drehbuchautorin.

## Leben und Karriere
Die Tochter des Politikers Phil Holloway war zunächst viele Jahre als Journalistin tätig. Erst nach der Geburt ihres dritten Kindes wandte sie sich der Schauspielerei zu. Sie begann, in Neuseeland am Theater aufzutreten und erhielt dann eine Rolle in der Seifenoper Prisoner, in der sie von 1981 bis 1984 zu sehen war. Zudem schrieb sie einige Drehbücher für die Serie.
Von 1992 bis 1998 gehörte sie zur Stammbesetzung der Seifenoper Shortland Street und spielte die wiederkehrende Rolle der Alkmene in der Fantasyserie Hercules. Des Weiteren wirkte sie in einigen internationalen Produktionen wie der Komödie Trouble ohne Paddel mit.
1996 schrieb sie die Drehbücher für verschiedene Folgen von Serien wie Prisoners, Seekers und City Life. Ihre Arbeit an frühen Entwürfen des Drehbuchs zum Film Whale Rider führte im Januar 2004 zu einem Rechtsstreit mit der NZ Film Commission, welche die Rechte von einem verstorbenen Produzenten übernommen hatten und Holloway entgegen früheren Absprachen eine Nennung in den Credits des Films verweigerten.
Am 29. Dezember 2004 verstarb sie an Leberkrebs. Sie hinterließ drei erwachsene Kinder, darunter den Schauspieler Joel Tobeck.

## Filmografie (Auswahl)
Schauspieler
- 1981–1984: Prisoner (Fernsehserie, 13 Episoden)
- 1982: Squizzy Taylor – Karriere eines Räubers (Squizzy Taylor)
- 1982: The Clinic
- 1986: Queen City Rocker
- 1992–1998: Shortland Street (Fernsehserie)
- 1995–1998: Hercules (Fernsehserie, 10 Episoden)
- 2000: Jubilee
- 2000: In Sachen Mord (Murder Call, Fernsehserie, 1 Episode)
- 2001: Her Majesty
- 2002: Mord in Greenwich (Murder in Greenwich, Fernsehfilm)
- 2003: Lucy (Fernsehfilm)
- 2003: Sylvia
- 2004: Fracture
- 2004: Trouble ohne Paddel (Without a Paddle)

Drehbuchautor
- 1983: Prisoner (Fernsehserie, 2 Episoden)
- 1986: Seekers (Fernsehserie, 2 Episoden)
- 1991: Shark in the Park (Fernsehserie, 2 Episoden)
- 1995–1996: Wendy (Riding High) (Fernsehserie, 3 Episoden)
- 1996: City Life (Fernsehserie)